# Venas dorsales de la lengua
Las venas dorsales de la lengua (TA: venae dorsales linguae) son venas que se unen con una pequeña vena satélite de la arteria lingual y desembocan en el tronco lingual principal.